# 366-й гвардійський мотострілецький полк (СРСР)
366-й гвардійський мотострілецький полк (рос. 366-й гвардейский мотострелковый полк) — мотострілецька частина Радянської Армії та Об'єднаних Збройних Сил Співдружності Незалежних Держав, яка існувала у 1964—1992 роках. Полк перебував у складі 23-ї гвардійської мотострілецької дивізії.
Військовослужбовці полку взяли участь у Ходжалинській різанині 26 лютого 1992 року, 11 березня полк розформували.

## Історія переформувань
- 3-тя Туркестанська кавалерійська дивізія
- 8-й кавалерійський корпус
- 14-та гвардійська кавалерійська дивізія 7-й гвардійський кавалерійський корпус
- 98-й гвардійський механізований полк
- 366-й гвардійський мотострілецький полк

## Холодна війна
17 листопада 1964 року нова назва 98-го гвардійського механізованого полку стала 366-й гвардійський мотострілецький Мозирський Червонопрапорний ордена Суворова полк. У 1985 році полк був передислокований з Шемкира до Степанакерта, адміністративного центру Нагірно-Карабахської автономної області (НКАО). Військове містечко полку було розташоване у верхній частині міста біля дороги, що сполучала його з містом Шуша.
До передислокації полку, який був оснащений технікою типу БМП, на території НКАО не було великих військових частин. Причини передислокації так і не розголошуються. За даними багатьох азербайджанських джерел, це сталося в результаті таємних переговорів високопоставлених вірменських націоналістів з керівництвом Закавказького військового округу. У 1988 році всі частини 23-ї гвардійської мотострілецької дивізії, крім 366-го полку, базувалися в Кіровабаді (нині Гянджа, Азербайджан).

## Карабаська війна і Ходжалинська різанина
У другій половині 1987 р. в НКАО виникла гостра міжнаціональна напруга. У лютому 1988 року криза в регіоні загострилася після Сумгаїтського погрому. У особового складу полку спостерігаються ознаки деморалізації через чинники постійних нападів на військовослужбовців з метою захоплення зброї, відсутності належного продовольчого забезпечення, неукомплектованості та тиску з боку місцевого населення. Недоукомплектованість особовим складом, що вплинуло на неможливість забезпечення надійної охорони об'єктів полку. «Офіцери і солдати місяцями не отримували грошей, тижнями не їли хліба, їли лише сухарики з НЗ (надзвичайного резерву)». В таких умовах до кінця 1991 року багатьом офіцерам полку почали надходити пропозиції брати участь у бойових діях на платній основі на боці вірменських збройних формувань. 25 грудня 1991 року, після розпаду Радянського Союзу, полк офіційно увійшов до складу Об'єднаних збройних сил СНД. У цей момент офіцери полку почали надавати допомогу вірменському населенню, а частини, що базувалися в Гянджі, стали на бік азербайджанського населення. Фактором цієї зміни в політиці був той факт, що 50 із решти 350 осіб полку були вірменами, включаючи командира 2-го батальйону майора Сейрана Оганяна. Особливо корисними для вірменської армії були десять танків полкової танкової роти.
Після нападу на полк 23 лютого полк брав участь у масовому вбивстві кількох сотень азербайджанських мирних жителів у місті Ходжали 26 лютого. Подія, відома сьогодні як Ходжалинська різанина, була найбільшою окремою різаниною за весь конфлікт у Нагірному Карабасі. «Червона зірка» повідомляла, що особовий склад 366-го полку брав участь у «бойових діях» у місті «незважаючи на категоричні накази командування військового округу», і що у багатьох із полку, у яких проводилися вибіркові обшуки, були «великі гроші, в тому числі іноземна валюта». Російська влада на сьогодні заперечує причетність полку до звірств під Ходжали. Після розстрілу керівництво Об'єднаних збройних сил СНД ухвалило рішення про евакуацію полку зі Степанакерта у Вазіані на території Грузії. 1 березня почався відхід полку, який супроводжувався боями з формуваннями вірменських добровольців. Через 10 днів у Вазіані полк розформували.

## Командири
- Полковник Олександр Коливанов (1988—1990)
- Підполковник Юрій Зарвігоров (1990—1992)[20]